# Pisa Calcio 2007-2008
Questa pagina raccoglie i dati riguardanti il Pisa Calcio nelle competizioni ufficiali della stagione 2007-2008.

## Stagione
Nella stagione 2007-2008 il Pisa ritorna a disputare la Serie B dopo 13 anni di assenza. Il presidente Leonardo Covarelli affida la panchina nerazzurra all'esperto tecnico Gian Piero Ventura. Ad agosto il Pisa disputa i primi due turni della Coppa Italia, nel primo supera  (2-1) il Brescia, mentre nel secondo esce dal torneo sconfitto (3-1) a Napoli, dopo i tempi supplementari.
L'inizio del campionato è decisamente sopra le aspettative, in particolare con diverse vittorie in trasferta. L'anno solare 2007 e anche il girone di andata il 19 gennaio, si chiudono con il Pisa al secondo posto nella classifica di Serie B, con 42 punti insieme al Lecce, alle spalle del Bologna e del Chievo con 43. Da segnalare anche l'ingresso in società dell'imprenditore Andrea Bulgarella, che rileva il 50,2% del pacchetto azionario del Pisa Calcio, per ricederlo però pochi mesi dopo allo stesso Covarelli da cui l'aveva acquistata.
Domenica 25 maggio 2007 dopo la vittoria (1-0) sullo Spezia, con una giornata d'anticipo, il Pisa raggiunge la certezza aritmetica di poter disputare i play-off, per giocarsi la promozione in Serie A. 
I nerazzurri, che chiudono la regular season al sesto posto, affrontano in semifinale il Lecce terzo classificato. Nella gara di andata il Pisa, sotto la Torre pendente esce sconfitto (0-1), perdendo poi anche la gara ritorno (2-1) giocata in salento. Il Pisa resta, dunque, in Serie B.

## Risultati

### Serie B

#### Girone di andata
| Arbitro: | Velotto (Grosseto) |

|                    |           |                     |
| Bonanni 89’ (rig.) | Marcatori | 62’, 90+3’ Castillo |

| Arbitro: | Valeri (Roma) |

|  |           |             |
|  | Marcatori | 51’ Amerini |

| Arbitro: | Herberg (Messina) |

|              |           |                       |
| Mezavilla 2’ | Marcatori | 20’ Kutuzov 55’ Cerci |

| Arbitro: | Giannoccaro (Lecce) |

|  |           |                                |
|  | Marcatori | 2’, 50’ Possanzini 56’ Zabelli |

| Arbitro: | Pantana (Macerata) |

|  |           |              |
|  | Marcatori | 43’ Castillo |

| Arbitro: | Ayroldi (Molfetta) |

|                       |           |                     |
| Kutuzov 38’ Cerci 59’ | Marcatori | 64’ (rig.) Granoche |

| Arbitro: | Salati (Trento) |

|                                      |           |                               |
| Beghetto 24’ P. Barreto 45+1’ (rig.) | Marcatori | 15’ Cerci 34’, 90+3’ Castillo |

| Arbitro: | Pinzani (Empoli) |

|                      |           |         |
| Cerci 2’ Kutuzov 28’ | Marcatori | 19’ Job |

| Arbitro: | Farina (Novi Ligure) |

|                           |           |                                     |
| Cellini 51’ Madonna 90+2’ | Marcatori | 25’ Genevier 56’ Cerci 62’ Castillo |

| Arbitro: | Rizzoli (Bologna) |

|                                |           |            |
| Castillo 41’, 80’ Raimondi 55’ | Marcatori | 60’ Bianco |

| Arbitro: | Gava (Conegliano) |

|                                      |           |  |
| Carparelli 30’ (rig.) Dall'Acqua 60’ | Marcatori |  |

| Arbitro: | Girardi (San Donà di Piave) |

|                             |           |                     |
| Cerci 32’, 57’ Castillo 47’ | Marcatori | 23’, 53’, 87’ Bruno |

| Arbitro: | Mazzoleni (Bergamo) |

|              |           |                                              |
| L. Rigoni 8’ | Marcatori | 13’ (rig.) Castillo 29’ Kutuzov 90+4’ Rajczi |

| Arbitro: | Romeo (Verona) |

|            |           |                        |
| Parisi 85’ | Marcatori | 65’ Castillo 75’ Cerci |

| Arbitro: | Celi (Campobasso) |

|              |           |              |
| Genevier 88’ | Marcatori | 8’ Cottafava |

| Arbitro: | Tagliavento (Terni) |

|                         |           |                          |
| Italiano 23’ Obinna 37’ | Marcatori | 12’ (rig.), 65’ Castillo |

| Pisa 8 dicembre 2007, ore 16:00 17ª giornata | Pisa          | 0 – 0 | Avellino | Stadio Romeo Anconetani\| Arbitro: \| Ciampi (Roma) \| |
| Arbitro:                                     | Ciampi (Roma) |       |          |                                                        |

| Arbitro: | Saccani (Mantova) |

|          |           |              |
| Jeda 14’ | Marcatori | 89’ Castillo |

| Arbitro: | Stefanini (Prato) |

|              |           |  |
| Zoppetti 28’ | Marcatori |  |

| Arbitro: | Rizzoli (Bologna) |

|              |           |                                                 |
| Guidetti 40’ | Marcatori | 5’ (rig.) Castillo 21’, 60’ Kutuzov 86’ Juliano |

| Pisa 19 gennaio 2008, ore 16:00 21ª giornata | Pisa                     | 0 – 0 | Bologna | Stadio Romeo Anconetani\| Arbitro: \| Morganti (Ascoli Piceno) \| |
| Arbitro:                                     | Morganti (Ascoli Piceno) |       |         |                                                                   |

#### Girone di ritorno
| Arbitro: | Bergonzi (Genova) |

|             |           |             |
| Lorenzi 54’ | Marcatori | 12’ Cavalli |

| Arbitro: | Brighi (Cesena) |

|          |           |                                                     |
| Lodi 38’ | Marcatori | 5’, 30’ Kutuzov 17’ Zavagno 28’ D'Anna 61’ Castillo |

| Arbitro: | Pantana (Macerata) |

|                               |           |  |
| Cerci 47’, 90+3’ Castillo 78’ | Marcatori |  |

| Arbitro: | Morganti (Ascoli Piceno) |

|            |           |  |
| Mareco 40’ | Marcatori |  |

| Arbitro: | Romeo (Verona) |

|              |           |           |
| Castillo 28’ | Marcatori | 4’ Godeas |

| Arbitro: | Rosetti (Torino) |

|  |           |            |
|  | Marcatori | 4’ Ciotola |

| Arbitro: | C. Russo (Nola) |

|                          |           |  |
| Castillo 30’ Kutuzov 77’ | Marcatori |  |

| Arbitro: | Ciampi (Roma) |

|              |           |  |
| Soncin 90+2’ | Marcatori |  |

| Arbitro: | Saccani (Mantova) |

|                         |           |  |
| Trevisan 25’ Titone 83’ | Marcatori |  |

| Arbitro: | Brighi (Cesena) |

|                                                 |           |                                |
| Dedic 27’, 56’ (rig.), 90+1’ (rig.) Zammuto 47’ | Marcatori | 14’ Raimondi 80’ (aut.) Gemiti |

| Pisa 21 marzo 2008, ore 19:00 32ª giornata | Pisa               | 0 – 0 | Grosseto | Stadio Romeo Anconetani\| Arbitro: \| Ayroldi (Molfetta) \| |
| Arbitro:                                   | Ayroldi (Molfetta) |       |          |                                                             |

| Modena 29 marzo 2008, ore 16:00 33ª giornata | Modena         | 0 – 0 | Pisa | Stadio Alberto Braglia\| Arbitro: \| Palanca (Roma) \| |
| Arbitro:                                     | Palanca (Roma) |       |      |                                                        |

| Arbitro: | Marelli (Como) |

|            |           |           |
| D'Anna 48’ | Marcatori | 9’ Cudini |

| Pisa 12 aprile 2008, ore 16:00 35ª giornata | Pisa                | 0 – 0 | Messina | Stadio Romeo Anconetani\| Arbitro: \| Gervasoni (Mantova) \| |
| Arbitro:                                    | Gervasoni (Mantova) |       |         |                                                              |

| Arbitro: | Tagliavento (Terni) |

|                |           |             |
| Tiribocchi 84’ | Marcatori | 53’ Kutuzov |

| Arbitro: | Brighi (Cesena) |

|            |           |           |
| D'Anna 13’ | Marcatori | 2’ Obinna |

| Arbitro: | Mazzoleni (Bergamo) |

|                                       |           |             |
| Cipriani 9’ Pellicori 27’ Corallo 83’ | Marcatori | 24’ Juliano |

| Arbitro: | Girardi (San Donà di Piave) |

|  |           |                                |
|  | Marcatori | 48’ Vantaggiato 90+1’ G. Greco |

| Arbitro: | De Marco (Chiavari) |

|              |           |                                             |
| Sforzini 11’ | Marcatori | 44’ D'Anna 47’, 88’ Castillo 65’ C. Colombo |

| Arbitro: | Damato (Barletta) |

|             |           |  |
| Genevier 8’ | Marcatori |  |

| Arbitro: | Rosetti (Torino) |

|                     |           |  |
| Marazzina 9’ (rig.) | Marcatori |  |

#### Play-off
| Arbitro: | Saccani (Mantova) |

|  |           |                |
|  | Marcatori | 56’ Tiribocchi |

| Arbitro: | Rizzoli (Bologna) |

|                                      |           |                |
| Tiribocchi 40’ (rig.) Abbruscato 48’ | Marcatori | 79’ C. Colombo |

### Coppa Italia
| Arbitro: | Valeri (Roma) |

|                            |           |                |
| Ciotola 85’ Castillo 90+2’ | Marcatori | 56’ Possanzini |

| Arbitro: | Pinzani (Empoli) |

|                         |           |             |
| Lavezzi 50’, 103’, 119’ | Marcatori | 19’ Kutuzov |